# Cymbalaria longipes
Cymbalaria longipes là một loài thực vật có hoa trong họ Mã đề. Loài này được (Boiss. & Heldr.) A.Chev. mô tả khoa học đầu tiên năm 1936.